# Молуккские острова
Молу́ккские острова́ (индон. Kepulauan Maluku), также известные как Острова́ пря́ностей — индонезийская группа островов между Сулавеси и Новой Гвинеей, к северу от острова Тимор. Находятся на плите Хальмахера и в зоне столкновения с плитой Молуккского моря. Территория островов — 74 505 км², население — 2,5 миллиона жителей (2010).
Исторически острова получили название Острова пряностей от китайцев и европейцев, однако главным образом это название относится к небольшим вулканическим островам архипелага Банда, где выращивается мускатный орех. Кроме того, такое же название получил остров Гренада. Помимо этого, то же название используют и для других островов, на которых выращивают пряности, в частности, для архипелага Занзибар у берегов Восточной Африки.
Этимология названия региона Молуккские острова восходит к арабскому Джазират аль-Мулук (араб. جزيرة الملوك‎ — «остров королей»), как называли его купцы с Ближнего Востока.

## География и геология
Общая площадь архипелага Молуккских островов — 850 000 км², 90 % её покрыто водой. В общей сложности в состав архипелага входит 1027 островов. Три крупнейших острова, Хальмахера — 17 780 км², Серам — 17 100 км² и Буру — 9505 км² едва заселены, а наиболее развиты небольшие острова Амбон и Тернате.
Большая часть островов гористые и лесистые. Острова Танимбар сухие и холмистые, в то время как острова Ару плоские и болотистые. Гора Биная (3027 м) на острове Серам — наивысшая точка архипелага. На некоторых островах находятся действующие вулканы. Множество островов, аналогичных Тернате (1721 м), представляют собой вершины вулканов, поднимающиеся из моря, с деревнями, расположенными вдоль побережья. За последние 500 лет произошло более 70 мощных извержений вулканов и землетрясений в регионе.

Острова Уоллесии

Для геологии Молуккских островов характерны те же особенности и процессы, что и для ближайшего региона Нуса Тенггара. Несмотря на то, что изучение геологии региона ведётся с колониального периода, учёные не сформировали однозначной картины геологических формаций и процессов, а теории геологической эволюции островов в последние десятилетия XX века постоянно менялись. Молуккские острова представляют собой один из наиболее геологически сложных и активных регионов мира, что связано с тем, что они находятся в точке встречи четырёх геологических плит и двух континентов.

## Флора и фауна
Растительность этих небольших по размеру островов весьма разнообразна: на них растут тропические дождевые леса, саго, рис, а также известные пряности — мускатный орех, гвоздика и другие.
Биогеографически все острова архипелага, кроме островов Ару, находятся в Уоллесии, регионе, расположенном между Зондским шельфом (частью Азиатского континентального шельфа) и Арафурским шельфом (частью Австралийского континентального шельфа). Таким образом, они расположены между линией Вебера и линией Лидеккера, поэтому фауна островов больше австралазийская, чем азиатская. На молуккское биоразнообразие и его вариативность оказывает влияние тектоническая активность региона; большая часть островов геологически очень молодые, им всего от 1 до 15 миллионов лет, и они никогда не были частями больших континентов. Молуккские острова отличаются от других регионов Индонезии; в этом регионе находятся некоторые из самых маленьких островов страны, коралловые островные рифы разделены одними из самых глубоких морей мира, и в архипелаге нет таких больших островов, как Ява или Суматра. Перемещения флоры и фауны между островами весьма затруднительны, поэтому для островов архипелага характерен высокий уровень эндемичности.
Экологию Молуккских островов изучали многие натуралисты со времени открытия островов европейцами; книга Альфреда Уоллеса «Малайский архипелаг» стала первым научным трудом, в котором описывалась история экологии региона, она стала важнейшим источником для изучения индонезийского биоразнообразия. Молуккские острова являются объектом двух главных исторических работ по естественной истории Георга Румфиуса «Амбонезийский гербарий» и «Амбонезийская Кунсткамера».
Дождевые леса покрывают большую часть северных и центральных островов архипелага, их на малых островах сменили плантации, в том числе эндемичных гвоздичных и мускатных деревьев. Острова Танимбар и другие юго-восточные острова засушливые и растительность на них бедна, как на близлежащем Тиморе. В 1997 году был создан национальный парк Национальный парк Манузела, а в 2004 — Национальный парк Акетоджаве-Лолобата, их цель — спасти от исчезновения редкие эндемичные виды.
Ночные сумчатые, такие как кускусы и бандикутовые, представлены большим числом видов, пришлые из других регионов млекопитающие представлены циветтами и дикими свиньями. Среди птиц известно около 100 эндемичных видов с большими вариациями на крупных островах Хальмахера и Серам. На северных Молуккских островах обитает два вида эндемичных райских птиц. В отличие от остальных Молуккских островов, острова Ару населяет чисто папуанская фауна, в том числе кенгуру, казуары, райские птицы.
Несмотря на то, что загрязнение окружающей среды оказывает влияние и на малые, и на крупные острова, малые острова имеют и свои специфические экологические проблемы. Влияние цивилизации на малые острова возрастает, и эффекты не всегда предсказуемы. Несмотря на то, что Индонезия богата природными ресурсами, ресурсы малых островов Молуккского архипелага ограничены и специализированы; кроме того, плотность населения на малых островах, как правило, невелика.
Общими особенностями малых островов, которые проявляются и на Молуккских островах, являются:
- на большую поверхность суши оказывают влияние вулканическая активность, землетрясения, оползни и разрушительные циклоны;
- Преобладает морской климат;
- Площадь водосбора мала, а степень эрозии высока;
- Большая часть суши является морским побережьем;
- Высокий уровень специализации, относительно большое число эндемиков;
- Общество имеет самобытную культуру вследствие относительной изоляции;
- На население малых островов значительно влияет экономическая миграция.

## Климат
Климат влажный. Центральные и южные Молуккские острова находятся во власти сухих муссонов с октября по март и влажных муссонов с мая по август, в отличие от остальной части Индонезии. Средняя максимальная температура сухих муссонов 30 °C, влажных — 23 °C. На северных Молуккских островах влажные муссоны господствуют с декабря по март, как и в остальной Индонезии. Каждая островная группа имеет свои климатические вариации, а на крупных островах характерны сухие прибрежные низменности и более влажные горные внутренние районы.

## История

### Обзор

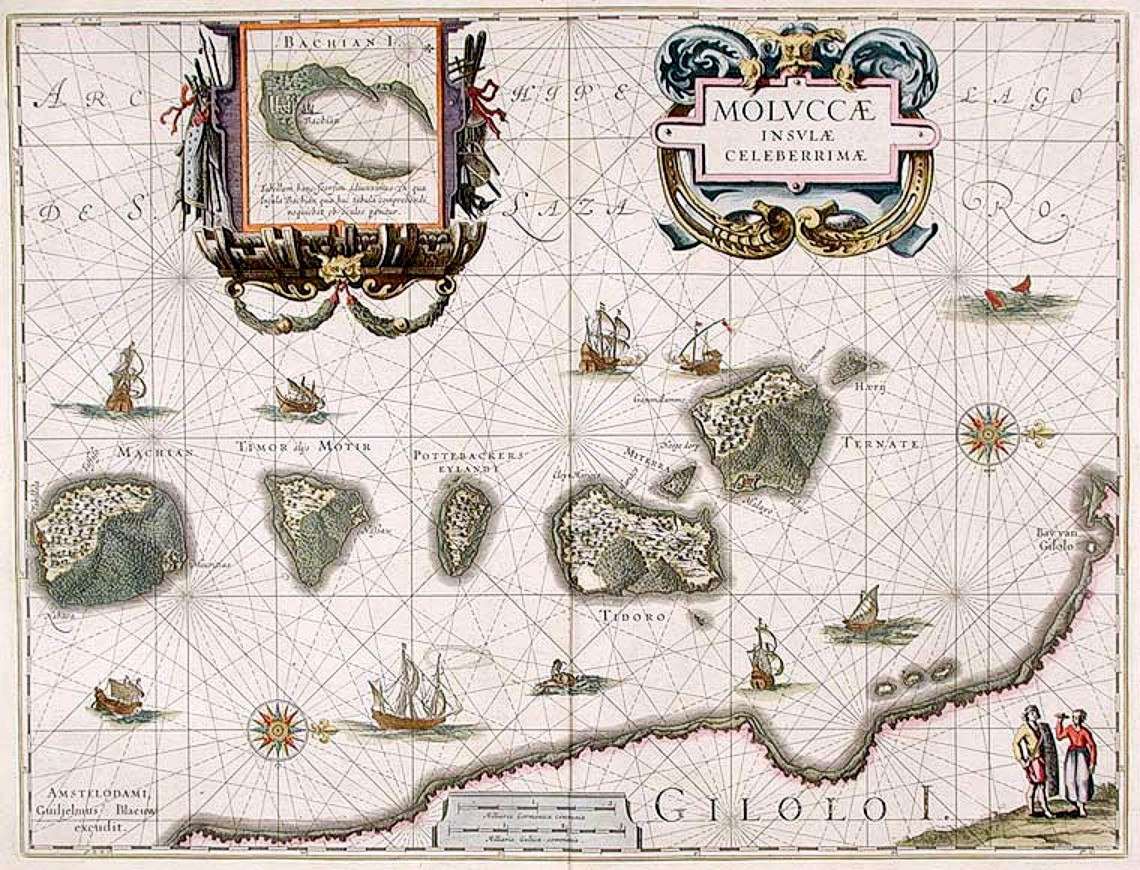
Карта Виллема Блау (1630)

Коренные жители островов Банда торговали пряностями с другими азиатскими народами, в частности с китайцами, ещё во времена Римской империи. С распространением ислама основными торговыми партнёрами стали мусульманские купцы. Один древний арабский источник[какой?] указывает на местоположение островов, как 15 дней пути морем на восток от острова Джаба — по-видимому Ява, но прямые свидетельства о проникновении ислама на архипелаг относятся только к концу XIV века, когда интерес китайцев к доминированию в регионе ослабел. С торговцами-мусульманами на острова пришёл не только ислам, но и новая социальная организация, султанат, который заменил местные советы состоятельных людей (orang kaya) на важнейших островах и был более эффективен при проведении внешней политики. (См. султанаты Тернате и Тидоре).
Торгуя с мусульманскими государствами, Венеция обладала монополией на дороге специй в Европе с 1200-х по 1500-е годы, так как контролировала торговые пути Средиземноморья и порты, такие как Александрия, после того как на обычном до этого сухопутном пути появились монголы и турки. Финансовый стимул к открытию новых торговых путей, которые могли бы составить альтернативу венецианской монополии в этом прибыльном бизнесе, возможно, стал самым важным фактором, давшим толчок началу эпохи Великих географических открытий. Португальцы захватили первенство в нахождении пути через южную оконечность Африки, открывая и обустраивая на маршруте поселения, даже открыв побережье Бразилии в поисках удобных южных течений. Успех португальцев и создание их колониальной империи подтолкнуло другие морские державы Европы, в первую очередь Испанию, Францию, Англию и Нидерланды, создавать свои колонии и потеснить португальские позиции.
Из-за высокой цены специй в Европе и высоких прибылей, которые приносила торговля ими, голландцы и британцы вскоре вступили в вооружённый конфликт за монополию в этой торговле и вытеснение из неё португальцев. Борьба за контроль над этими маленькими островами обострилась в XVII и XVIII столетиях, когда голландцы даже отдали остров Манхеттан британцам в обмен, кроме прочего, на крошечный остров Рун, который давал голландцам полный контроль над производством мускатного ореха на архипелаге Банда. Банданезцы были наиболее пострадавшей стороной в этой борьбе, так как большая часть из них была вырезана или попала в рабство к европейским захватчикам. Свыше 6000 человек было убито во время Войны специй.
Во время поисков Островов пряностей, которые в конечном счёте стали частью Голландской Ост-Индийской империи, случайно была открыта Вест-Индия, чем была начата вековая конкуренция между европейскими морскими державами за контроль над мировыми рынками и ресурсами. Загадочная мистика Островов пряностей в конечном счёте исчезла, когда французы и британцы успешно вывезли с островов семена и образцы растений в свои колонии на Маврикии, Гренаде и в других регионах, что в конечном счёте привело к тому, что пряности стали заурядным продуктом.
Первые европейские поселения были основаны в 1512 году португальцами, контролировавшими начинающийся здесь торговый путь приправ в Европу.
В 1663 году Молуккские острова перешли во владение Нидерландов.
Во время Наполеоновских войн острова временно оккупировала Великобритания (между 1796 и 1802 годами, а также между 1810 и 1816 годами).
Во время Второй мировой войны острова заняла Япония.
После 1945 года Молуккские острова стали составной частью нового государства Индонезия.

### Ранняя история
Древнейшие археологические свидетельства присутствия на островах региона человека имеют возраст около 32 тысяч лет, однако археологические находки более древних поселений в Австралии говорят о том, что Молуккские острова человек, скорее всего, посещал и раньше. Свидетельства о возрастании радиуса торговых отношений и более плотного заселения многих островов имеют возраст от 10 до 15 тысяч лет. Бусины из оникса и части серебряного блюда, которые использовались в качестве денег на Индийском субконтиненте около 200 лет до н. э. обнаруживались на нескольких островах. Кроме того, в местных диалектах для обозначения серебра используется малайское по происхождению слово, в отличие от слова с тем же значением, которое использовалось в меланезийском сообществе, и которое имеет этимологические корни в китайском языке, что явилось следствием развития региональной торговли с Китаем в VI и VII веках.
Молуккские острова были космополитичным обществом, в котором торговцы пряностями со всего региона могли жить в своих поселениях или ближайших анклавах, в том числе арабские и китайские купцы, которые посещали эти места или проживали в этом регионе. Социальная организация обычно была местной и относительно ровной — властью обладал совет общины, в который входили старейшины и наиболее состоятельные люди (Оранг кая).
Арабские купцы, активизировавшие торговлю с регионом в XIV веке, принесли ислам. Религиозное обращение в ислам прошло мирно, и охватило многие острова, в большей мере те, которые находились в центре торговли, в то время как традиционный анимизм оставался главной религией на наиболее удалённых и изолированных островах. Археологическими свидетельствами распространения этих религий является частота нахождений зубов свиней, в зависимости от того, ели ли их аборигены или воздерживались от употребления свинины.

### Португальский период

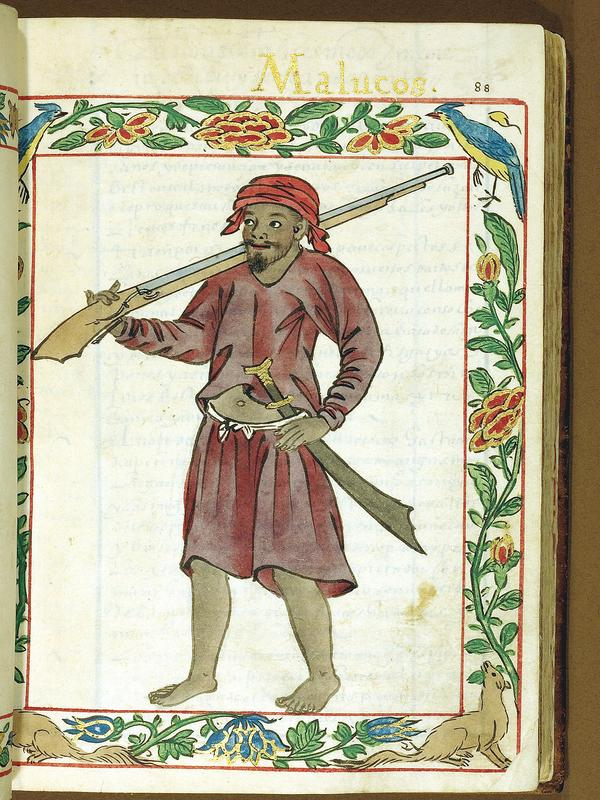
Молуккский воин с мечом и мушкетом. Миниатюра «Кодекса [Чарльза] Боксера» (1590)

Если не говорить о некотором относительно небольшом культурном влиянии, наиболее существенными длительными последствиями португальского присутствия стали разрушение и реорганизация торговли в Юго-восточной Азии и появление христианства в восточной Индонезии, в том числе на Молуккских островах. Португальцы захватили город Малакка в начале XVI века и их влияние на Молуккских островах и во всей восточной Индонезии значительно возросло. Португальцы взяли Малакку в августе 1511 года, и как писал один из участников события в дневнике, «через тридцать лет после того, как она стала мавританской», указывая на противостояние между исламским и европейским влиянием в регионе. Афонсу де Албукерки изучавший маршрут к островам Банда и другим «Островам пряностей», отправил исследовательскую экспедицию из трёх судов под командованием Антониу ди Абреу, Симана Афонсо Бизагудо и Франсишку Серрана. На обратном пути Франсишку Серран потерпел крушение у Хиту (к северу от острова Амбон) в 1512 году. Здесь он познакомился с местным правителем, которого впечатлили его военные возможности. Правители соперничавших султанатов Тернате и Тидоре также хотели получить помощь от португальцев и привлечь их в качестве покупателей пряностей во время затишья в местной торговле, которое наступило в связи с временным прекращением плаваний яванских и малайских торговцев, наступившего после событий 1511 года в Малакке. Торговля пряностями вскоре возобновилась, но португальцы так никогда не смогли монополизировать или прекратить эту торговлю.

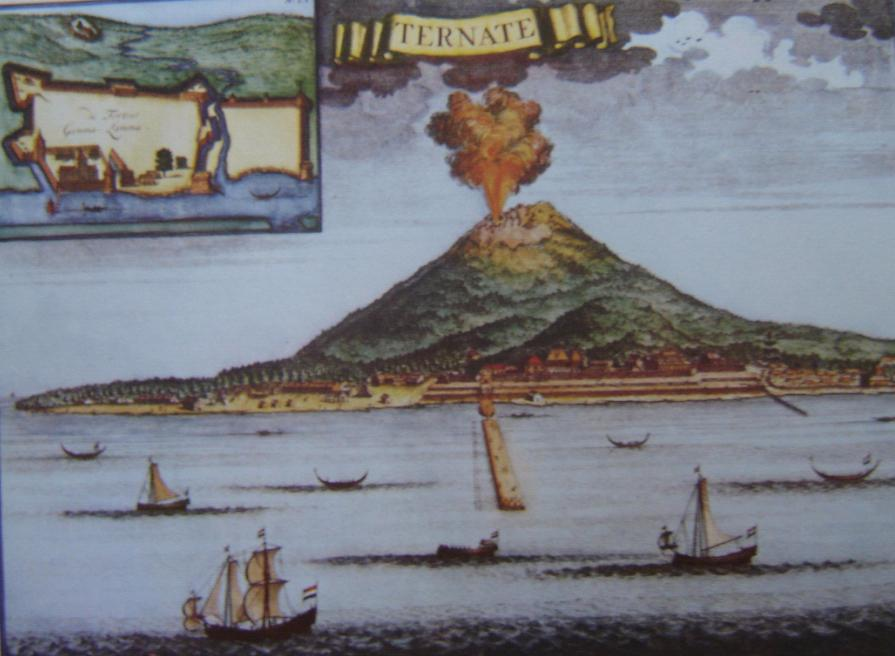
Изображение Тернате, предположительно голландским художником. На вставке — построенный португальцами на острове форт св. Иоанна Крестителя

Выбрав в союзники султана Тернате, Серран построил крепость на этом небольшом острове и возглавил подразделение наёмников из португальских моряков на службе одного из двух местных султанов, которые контролировали большую часть торговли пряностями. Служба в колонии, находящейся далеко от Европы, могла привлечь только самых отчаянных и жадных людей, а некорректному поведению португальцев с местными жителями сопутствовали также слабые попытки распространения христианства, что осложняло взаимоотношения с мусульманскими правителями Тернате. Серран убедил Фернана Магеллана присоединиться к нему на Молуккских островах и переслал ему информацию относительно Островов пряностей. Однако, и Серран, и Магеллан погибли до того, как они смогли встретиться. В 1535 году султан Табариджи был свергнут и переправлен португальцами на Гоа. Он перешёл в христианство и сменил имя на Дом Мануэль. После снятия обвинений против него, он отправился в обратный путь, чтобы занять свой трон, но умер по пути на Малакке в 1545 году. Он завещал остров Амбон своему крёстному отцу, португальцу Хордау да Фрейтас. После убийства португальцами султана Хайруна тернатцы выдворили иностранцев после пятилетней осады в 1575 году.
Португальцы впервые высадились на Амбоне в 1513 году, впоследствии он стал новым центром португальской деятельности на Молуккских островах после изгнания с Тернате. Влияние европейцев в регионе было слабым, и на Тернате усиливались ислам и антиевропейские настроения во время правления султана Бааба Уллы (1570—1583) и его сына султана Саида. Тем не менее, португальцы постоянно подвергались нападениям местных жителей-мусульман на северном берегу острова, в особенности в Хиту, которая поддерживала торговые и религиозные связи с крупнейшими портовыми городами северного побережья Явы. В 1521 году они основали факторию, но вплоть до 1580 года её существование не было мирным. В действительности португальцы никогда не контролировали местную торговлю специями, а также не смогли укрепить своё влияние на островах Банда, центра производства мускатного ореха.
Португальские миссионеры вели большую работу, благодаря им были созданы большие христианские общины в восточной Индонезии, которые существуют и в наше время, что способствовало усилению влияния европейцев на жителей островов, особенно на амбонезцев. В 1560-е годы в католическую веру было обращено около 10 000 жителей региона, главным образом на Амбоне, а в 1590-е их число было уже от 50 000 до 60 000, однако большая часть окружающих Амбон островов была мусульманской. Испанский миссионер Франциск Ксаверий внёс большой вклад в распространение христианства на Молуккских островах.
Ещё одним наследием португальского влияния стало заимствование в индонезийском языке португальских слов, смесь которого с малайским стала lingua franca региона в начале XIX века. Современные индонезийские слова, такие как pesta («вечеринка»), sabun («мыло»), bendera («флаг»), meja («стол»), Minggu («воскресенье»), заимствованы из португальского языка. Многие семьи на Молуккских островах носят португальские фамилии, в том числе да Лима, да Коста, Диаш, да Фрейташ, Гонзалес, Мендоза, Родригес и да Сильва. Кроме того, португальские корни есть в романтических балладах под гитару кронконг.

### Испанский период

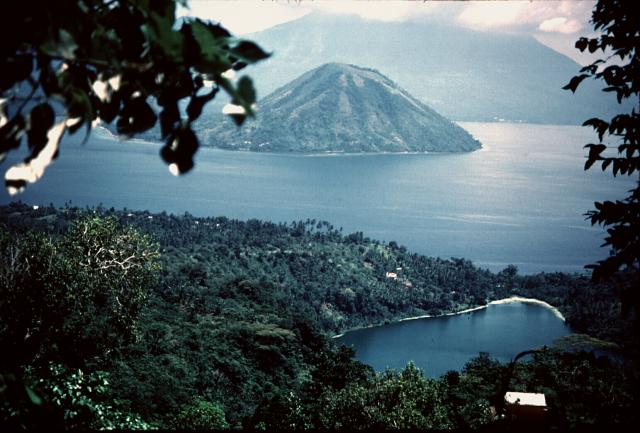
Вид с Тернате на Тидоре, где португальцы и испанцы встретились в сражении в 1525 году

Испанцы получили контроль над Тидоре в 1603 году и создали форпост, для торговли пряностями и противостояния голландской экспансии на архипелаг. Территория вошла в состав Испанской Ост-Индии и управлялась из Манилы на Филиппинских островах. Миссионер Франциск Ксаверий проповедовал на Молуккских островах в 1546—1547 годах среди народов Амбона, Тернате и Моротай и заложил основы христианства в регионе. Испанское присутствие продлилось до 1663 года, когда поселенцы и военные были вывезены на Филиппины. Часть этих людей позднее создала поселение недалеко от Манилы под названием Тернате.

### Голландский период
Голландцы появились в регионе в 1599 году, и использовали недовольство местных жителей попытками португальцев монополизировать их традиционную торговлю. После того, как амбонезцы помогли голландцам построить форт в Хиту Ларна, португальцы начали в ответ военную кампанию, в которой амбонезцы поддержали голландцев. В 1605 году Фредерик де Хаутман стал первым голландцем-губернатором Амбона.
Голландская Ост-Индская компания, представлявшая собой торговую корпорацию, встретилась с противостоянием с трёх сторон: португальцев, местного населения и британцев. Со временем голландцы смогли одержать верх над всеми тремя и захватили почти полный контроль над островами, который удерживали до современного периода, оставив контрабанду единственной альтернативой своей европейской монополии. В XVII веке банданезцы предприняли попытку самостоятельно торговать с англичанами, и Ост-Индская компания в ответ уничтожила местное население островов Банда, выслала уцелевших на другие острова, и стала использовать труд рабов.

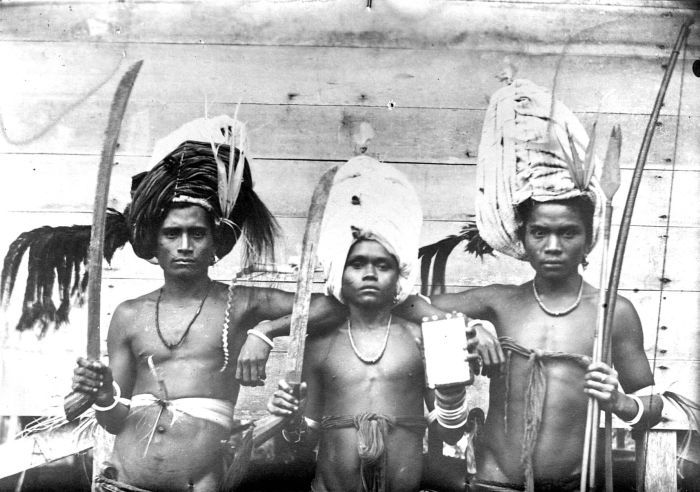
Воины Танимбара

Несмотря на то, что другие народы населили острова Банда, остальная часть Молуккских островов под иностранным контролем оставалась неспокойной, и даже после того как португальцы открыли новый торговый центр в Макасаре, в 1636 и 1646 годах происходили народные восстания. Во время голландского правления северные Молуккские острова управлялись голландцами из резиденции в Тернате, а южные — из Амбона.
Во время Второй мировой войны Молуккские острова были оккупированы японцами. Молуккцы оказывали сопротивление захватчикам, уйдя в горы и ведя партизанскую войну. После войны политические лидеры островов вступили в переговоры с правительством Нидерландов о независимости. По соглашениям 1949 года Молуккские острова перешли под контроль Индонезии с гарантией возможности выхода из состава Индонезии. Эти соглашения предоставили Молуккским островам право на самоопределение.

### В составе Индонезии

Флаг самопровозглашённой Республики Южные Молуккские острова

После объявления независимости Индонезии 25 апреля 1950 года христианская часть населения провозгласила на южных Молуккских островах независимую республику Южное Молукку (Малуку-Селатан). Центром Республики Южное Молукку стали острова Серам, Амбон и Буру, возглавил движение за отделение Крис Саумокил (бывший Главный прокурор Восточной Индонезии) при поддержке молуккских солдат, служивших в войсках специального назначения Нидерландов. Эта попытка отделения была силовым путём пресечена индонезийской армией, а по соглашению с Нидерландами их войска были вывезены в Европу. Индонезийское правительство стало реализовывать в 1960-е годы программу трансмиграции (по большей части яванского) населения на менее заселённые острова (в том числе Моллукские), что повысило религиозную и этническую напряжённость в регионе. Были отмечены вспышки насилия на этнической и националистической почве.
С 1945 года Малуку было единой индонезийской провинцией, но в 1999 из состава провинции была выделена новая провинция Северное Малуку с административным центром в Тернате.

### Религиозный конфликт 1999—2003 годов
В январе 1999 года в регионе вспыхнул религиозный конфликт. В последующие 18 месяцев происходили ожесточённые столкновения между крупными местными группами мусульманского и христианского населения, в результате чего были разрушены тысячи домов, около полумиллиона человек стали беженцами, погибли тысячи людей. В последующие 12 месяцев продолжали происходить эпизодические вспышки насилия. Постепенно к 2004 году конфликт утих.

## Демография
Население Молуккских островов составляет около 2 млн человек, менее 1 % населения Индонезии.
Аборигенное население — меланезийцы (алфуры), однако их численность значительно уменьшилась после открытия островов европейцами, особенно на островах Банда, где они погибли в XVII веке во время войн за контроль за торговлей пряностями. В начале XX века, когда острова находились под контролем Нидерландов началась, а затем в индонезийский период продолжилась волна австронезийской иммиграции.
В регионе ранее было распространено около 130 языков, однако к нашему времени многие из них смешались и наиболее распространёнными местные пиджин-диалекты тернатского и амбонезского, лингва франка северного и южного Малуку соответственно.
Длительная история торговли и мореплавания привела к высокой степени смешения кровей народов Молуккских островов. Австронезийские народы стали смешиваться с коренным меланезийским населением 4 тыс. лет назад. Больше всего меланезийцев в процентном отношении проживает на островах архипелагов Кей и Ару, а также в отдельных частях островов Серам и Буру. Позднее к этой австронезийско-меланезийской смешанной расе добавились индийские, арабские, китайские и португальские гены. Ещё более поздними пришельцами стали бугисы, торговцы с Сулавеси, и трансмигранты с Явы.

## Административное деление
Административно Молуккские острова с 1950 по 1999 год представляли одну провинцию Индонезии. В 1999 году северные острова (Хальмахера, Тернате и острова Сула и другие) стали частью провинции Северное Малуку, административный центр провинции — Тернате. В большей степени население этой провинции мусульманское, за исключением небольшого христианского анклава на севере Хальмахеры.
Остальная часть архипелага осталась в составе провинции Малуку, самыми важными островами которой являются Амбон, Серам, Буру, а также архипелаги Банда, Ару и Танимбар. Административным центром провинции является город Амбон.

### Провинция Северное Малуку
- Тернате, на котором находится прежний административный центр Тернате
- Тидоре
- Бачан
- Хальмахера, крупнейший из Молуккских островов, на котором находится столица Софифи[16]
- Моротай
- Острова Оби
- Острова Сула

### Провинция Малуку
- Амбон, на котором находится административный центр Амбон
- Острова Ару
- Бабар
- Северо-Западные Острова
- Острова Банда
- Буру
- Острова Кей
- Острова Лети
- Маклан
- Сапаруа
- Серам
- Острова Танимбар
- Ветар

## Экономика
Гвоздичные и мускатные деревья всё ещё занимают важную часть сельскохозяйственного производства, выращиваются также какао, кофе и фрукты. Рыболовство играет важную роль в экономике, больше всего развито вокруг Хальмахеры и Бачана. На островах Ару выращивают жемчуг, Серам экспортирует лобстеров. Лесная промышленность имеет большое значение для крупных островов: на Сераме растёт железное дерево, а тик и чёрное дерево добываются на Буру.